# Microphthalmus ephippiophorus
Microphthalmus ephippiophorus är en ringmaskart som beskrevs av Clausen 1986. Microphthalmus ephippiophorus ingår i släktet Microphthalmus och familjen Hesionidae. Arten är reproducerande i Sverige. Inga underarter finns listade i Catalogue of Life.